# کاچکارآتا
قوچقوراتا (به قرقیزی: Кочкората) شهری در استان جلال‌آباد کشور قرقیزستان است که در سرشماری سال ۲۰۰۵ میلادی، ۱۶٫۰۷۶ نفر جمعیت داشته است.